# Інтройт
Інтройт (лат. introitus  — вступ, вхід), вступний піснеспів — в західних літургійних обрядах один з елементів літургії, що входить до складу початкових обрядів та відкриває собою месу. Є частиною католицького (західних обрядів) та лютеранського богослужіння. Під час інтройту входить настоятель літургії, супроводжуваний співом, що також називається інтройтом, або вхідним антифоном.
Інтройт належить до пропріо, складається з власне антифону (короткої мелодії невматичного типу) та псалму (кожний вірш якого розспівується на формульний псалмодійний тон), приурочених до календарного церковного свята або пов'язаних з пам'яттю святого цього дня. Ряд неділь літургійного року отримали своє ім'я за першими словами виконуваного в цей день інтройту. В амвросіанському та беневентанському обрядах інтройт називається «ingressa». В мосарабських та ряді орденських обрядів він має назву «officium» або «praelegendum».

## Історія
Виникнення інтройту в західному богослужінні сягає до V століття. Спочатку він охоплював антифон та псалом (всі псалмодійні вірші), який поперемінно виконували два хори (тобто антифонно), а на завершення інтройту обидва хори повторювали антифон. З епохи Середньовіччя аж до Другого Ватиканського собору інтройт складався з антифону, одного псалмодійного вірша (як і всі псалми, з обов'язковою малою доксологією наприкінці) та репризи антифону.
Після літургійної реформи Другого Ватиканського собору з інтройту було виключено обов'язкове виконання псалмодійного вірша, фактично інтройт став являти собою антифон у вигляді піснеспівів псалмодичного, гімнографічного або пісенного жанру. Істотна частина текстів інтройтів запозичена з Біблії. Інтройт може виконуватися півчим, хором або всім зібранням вірян.

## Цікаві факти
Горбань із роману Віктора Гюго Собор Паризької Богоматері отримав ім'я Квазімодо з перших слів інтройту першої неділі після Великодня  — «Quasi modo geniti infantes, rationabile, sine dolo lac concupiscite ut in eo crescatis in salutem si gustastis quoniam dulcis Dominus» (і, немов новонароджені немовлята, жадайте щирого духовного молока, щоб ним вирости вам на спасіння… (1 Петра 2:2))